# 宇髙 (企業)
- 宇高

株式会社宇髙（うだか）は、愛媛県今治市に本社を置く繊維メーカー。紅白帽等の帽子や学童衣料などを製造・販売している。
学童用事業でラビットアース、一般用事業でUDKのブランド名を使用している。

## 事業所
- 本社 - 愛媛県今治市東鳥生町5-25
- 東京営業所 - 東京都中央区日本橋馬喰町1-8-8 森忠ビル1F

## 沿革
- 1911年 - 創業。
- 1959年 - ラビット印体操帽としてのブランド販売に着手、女子用体操帽の開発に成功する。
- 1965年 - 「宇高制帽株式会社」設立。
- 1971年 - 本社社屋（愛媛県今治市米屋町）落成。
- 1973年 - 宇高産業株式会社を設立。
- 1976年 - ファミール製菓株式会社を設立。
- 1984年 - 愛媛県今治市東鳥生町に営業本部･配送センター兼用の新社屋完成。
- 1986年 - 「株式会社宇髙」に社名変更。
- 1993年 - 上海宇髙有限公司を設立、工場建設に着手。
- 1996年 - 上海宇髙有限公司社屋完成、操業開始。
- 2008年 - 威海宇髙帽業有限公司、操業開始。
- 2014年 - PT.UDAKA INDONESIA、操業開始。

## 主な製品

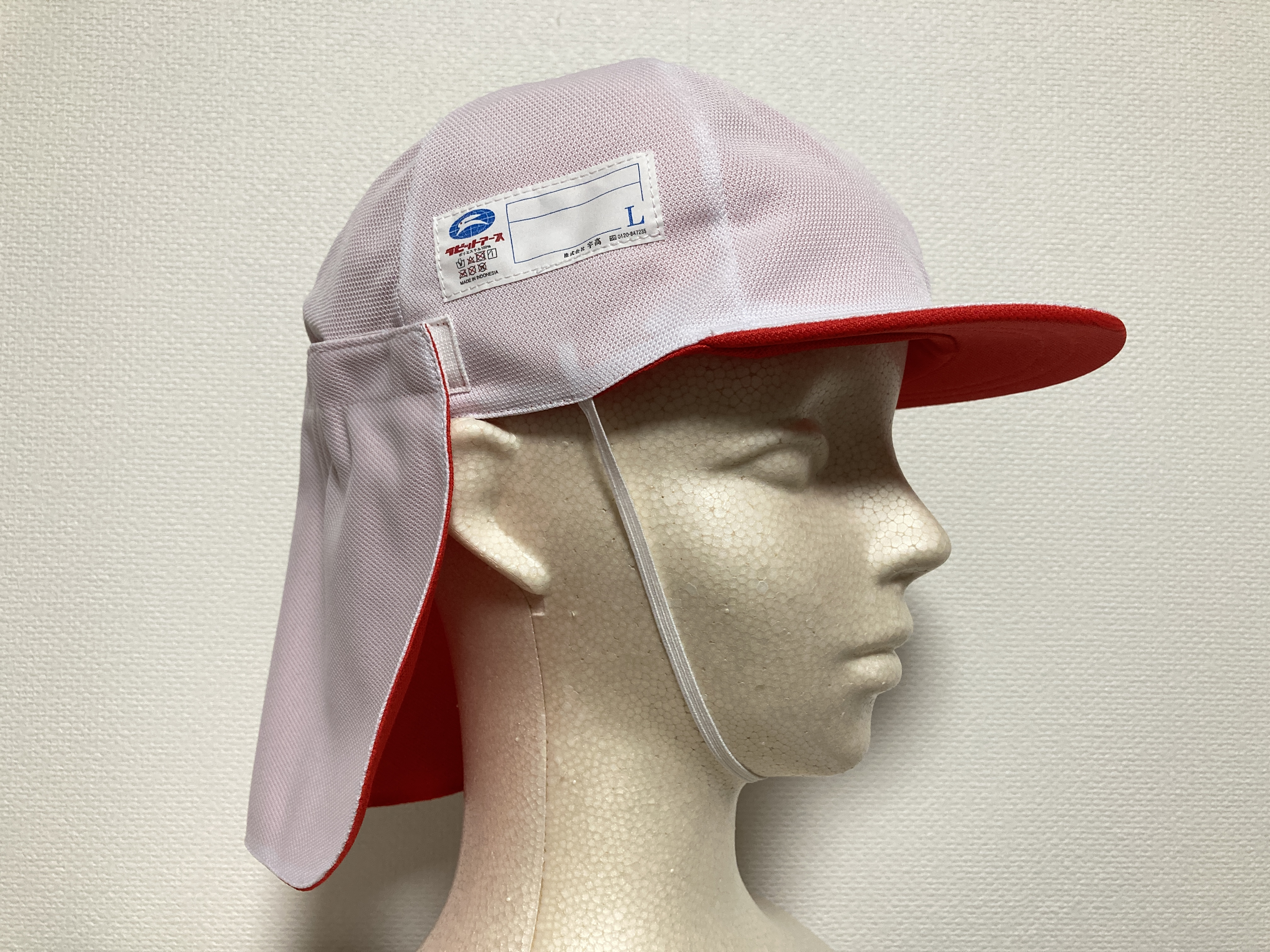
紅白帽

- 帽子（紅白帽･水泳帽等）
- 学童衣料品
- スクールバック

## 主要子会社･関連会社
- 宇高産業
- ファミール菓子
- 上海宇髙有限公司